# Shimla
Shimla (en hindi: शिमला), también conocida como Simla, es la capital y la ciudad más grande del estado indio de Himachal Pradesh. En 1864, Shimla fue declarada como la capital de verano de la India británica. Después de la independencia, la ciudad se convirtió en la capital de Punyab y más tarde se convirtió en la capital de Himachal Pradesh. Es el principal centro comercial, cultural y educativo del estado. Fue la ciudad capital en el exilio de Birmania británica (actual Myanmar) de 1942 a 1945.
Se registraron pequeñas aldeas antes de 1815 cuando las fuerzas británicas tomaron el control del área. Las condiciones climáticas atrajeron a los británicos a establecer la ciudad en los densos bosques del Himalaya. Como capital de verano, Shimla acogió muchas reuniones políticas importantes, incluido el Acuerdo de Simla de 1914 y la Conferencia de Simla de 1945. Después de la independencia, el estado de Himachal Pradesh entró en vigor en 1948 como resultado de la integración de 28 estado principescos. Incluso después de la independencia, la ciudad siguió siendo un centro político importante, albergando el Acuerdo de Simla de 1972. Después de la reorganización del estado de Himachal Pradesh, el distrito de Mahasu existente se llamó Shimla.
En Shimla hay varios edificios de estilo neotudor y neogótico, que datan de la época colonial, así como múltiples templos e iglesias. La arquitectura colonial de las iglesias, los templos y el entorno natural de la ciudad atraen a los turistas. Las principales atracciones del centro de la ciudad incluyen Shri Hanuman Jakhu (estatua), Templo Jakhu, Logia Virreinal, Iglesia de Cristo, Mall Road, The Ridge y Annadale. El punto más al norte del centro de la ciudad es Jakhu y la ubicación más al sur es Annadale, y el punto más al este es Sanjauli y el punto occidental es Chotta Shimla. El Ferrocarril de Kalka-Shimla construido por los británicos, declarado Patrimonio de la Humanidad por la Unesco, es también una importante atracción turística. Debido a su terreno escarpado, Shimla alberga la carrera de ciclismo de montaña MTB Himalaya, que comenzó en 2005 y está considerada como el evento más grande de este tipo en el sur de Asia. Shimla también tiene la pista de patinaje sobre hielo natural más grande del sur de Asia. Además de ser un centro turístico, la ciudad también es un centro educativo con una serie de universidades e instituciones de investigación.

## Etimología

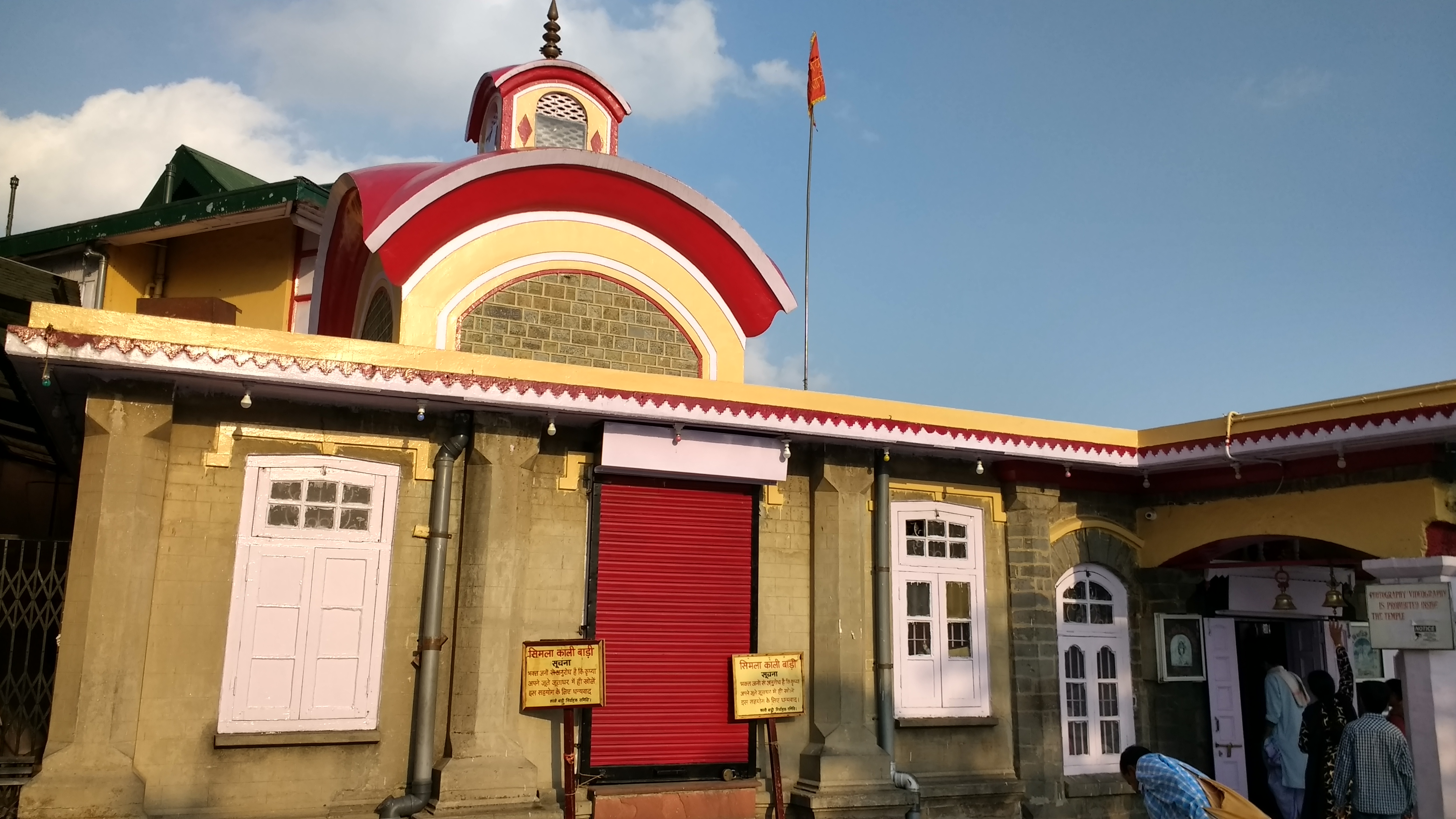
en, dedicado a Shyamala Mata (incarnación de la diosa Kali).

La ciudad de Shimla recibe su nombre de Shyamala Mata, una encarnación intrépida de la diosa Kali. El templo de la diosa está situado en Bantony Hill, cerca de The Ridge, llamado Templo Kali Bari. Según otra versión, Shimla recibe su nombre de la palabra 'Shyamalaya' que significa pizarra azul por faqir en Jakhu. Pero en general, la sociedad encuentra la primera versión más creíble, aceptable y razonable.
En 2018, el gobierno estataldecidió cambiar el nombre de la ciudad de Shimla a Shyamala. Sin embargo, al ver la respuesta negativa del público y los lugareños, el gobierno estatal desestimó el plan.

## Historia

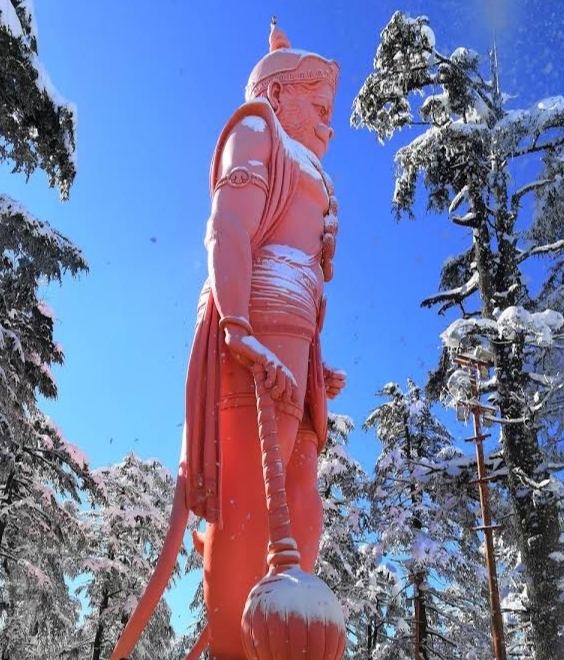
Estatua de Shri Hanuman Jakhu, ubicada en los alrededores del Templo de Jahku.

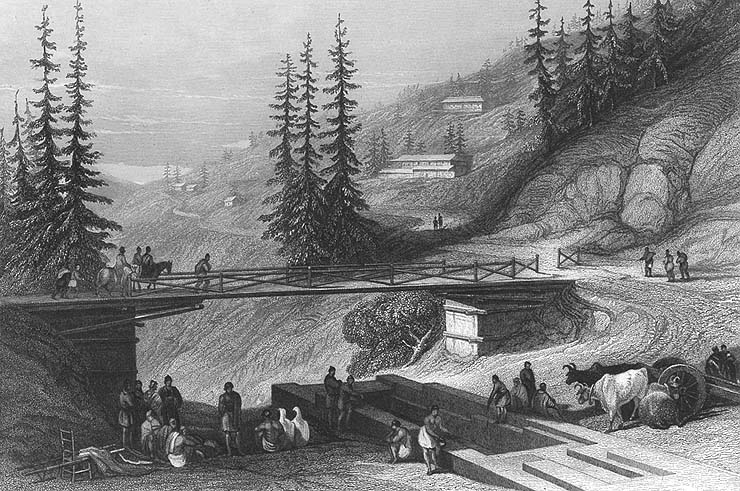
El puente que conecta Shimla con Chhota Shimla, fue originalmente erigido en 1829 por Stapleton Cotton. Shimla en los años 1850.

La mayor parte del área ocupada por la actual ciudad de Shimla fue un denso bosque durante el siglo XVIII. La única civilización era el Templo Jakhu y algunas casas dispersas. El área se llamaba 'Shimla', el nombre de una diosa hindú, Shyamala Devi, una encarnación de Kali.
El área de la actual Shimla fue invadida y capturada por Bhimsen Thapa de Nepal en 1806. La Compañía Británica de las Indias Orientales tomó el control del territorio según el Tratado de Sugauli después de la Guerra anglo-nepalesa (1814–16). Los líderes gurkha fueron reprimidos al asaltar el fuerte de Malaun bajo el mando de David Ochterlony en mayo de 1815. En una entrada del diario fechada el 30 de agosto de 1817, los hermanos Gerard, que inspeccionaron el área, describen a Shimla como "un pueblo de tamaño medio donde se sitúa un faquir para dar agua a los viajeros". En 1819, el Teniente Ross, Agente Político Asistente en los  Estados de las Colinas, instaló una cabaña de madera en Shimla. Tres años más tarde, su sucesor y el funcionario escocés Charles Pratt Kennedy construyeron la primera casa pucca en el área llamada Kennedy Cottage en 1822, cerca de Annadale, lo que ahora es la sede de la oficina de CPWD. Los relatos del clima similar al de Gran Bretaña comenzaron a atraer a varios oficiales británicos a la zona durante los calurosos veranos indios. En 1826, algunos oficiales habían comenzado a pasar todas sus vacaciones en Shimla. En 1827, William Amherst, el gobernador general de Bengala, visitó Shimla y se quedó en la Casa Kennedy. Un año más tarde, Stapleton Cotton, el Comandante en Jefe de las fuerzas británicas en la India, se quedó en la misma residencia. Durante su estadía, se construyeron una carretera de tres millas y un puente cerca de Jakhu. En 1830, los británicos adquirieron las tierras circundantes de los jefes de Keonthal y Patiala a cambio del Rawin pargana y una parte del Bharauli pargana. El asentamiento creció rápidamente después de esto, de 30 casas en 1830 a 1.141 casas en 1881.
En 1832, Shimla vio su primera reunión política: entre el gobernador general William Bentinck y los emisarios de Maharajá Ranjit Singh. En una carta al coronel Churchill, escribió:

Shimla está a sólo cuatro días de marcha de Loodianah (Ludhiāna), es de fácil acceso y resulta un refugio muy agradable de las llanuras en llamas de Hindoostaun (Hindostán).

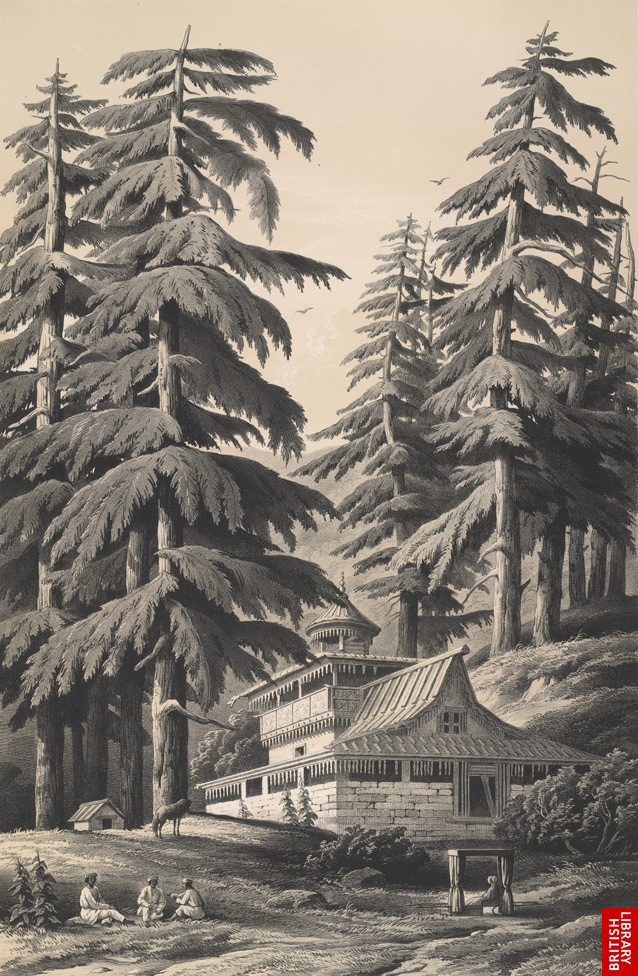
Bosquejo del del antiguo Templo Jakhu.

El sucesor de Combermere James Broun-Ramsay visitó Shimla en el mismo año. Después de esto, la ciudad estuvo bajo el mando del nawab (rey) Kumar Ghosal de Bally, Bengala Occidental, y recibió visitas regulares de los gobernadores generales y comandantes en jefe de la India británica. Varios jóvenes oficiales británicos comenzaron a visitar la zona para socializar con los superiores; fueron seguidas por damas que buscaban alianzas matrimoniales para sus familiares. Shimla se convirtió así en una estación de montaña famosa por sus bailes, fiestas y otras festividades. Posteriormente, se establecieron en las cercanías escuelas residenciales para alumnos de familias de clase alta. A finales de la década de 1830, la ciudad también se convirtió en un centro de exposiciones de arte y teatro. A medida que la población aumentó, se construyeron varios bungalós y se estableció un gran bazar en la ciudad. Los empresarios indios, principalmente de las comunidades sood y parsi, llegaron a la zona para atender las necesidades de la creciente población europea. El 9 de septiembre de 1844, se colocó la fundación de la Iglesia de Cristo. Posteriormente, se ampliaron varias carreteras y la construcción de la carretera Hindostán-Tíbet con un túnel de 560 pies se inició entre 1851 y 1852. Este túnel, ahora conocido como el Túnel Dhalli, fue iniciado por un Mayor Briggs en 1850 y terminado en el invierno de los años 1851 y 1852. La rebelión de 1857 causó pánico entre los residentes europeos de la ciudad, pero Shimla no se vio afectada en gran medida por la rebelión.
En 1863, el virrey de la India,  John Lawrence, decidió trasladar la capital de verano del Raj británico a Shimla. Tomó el problema de trasladar la administración dos veces al año entre Calcuta y este centro separado a más de 1.000 millas de distancia, a pesar de que era difícil llegar. Robert Bulwer-Lytton (virrey de la India 1876-1880) hizo esfuerzos para planificar la ciudad a partir de 1876, cuando se hospedó por primera vez en una casa alquilada, pero comenzó los planes para una Logia Virreinal, más tarde construida en Observatory Hill. Un incendio despejó gran parte del área donde vivía la población indígena nativa (el "Bazar superior" hoy en día conocido como The Ridge), y la planificación del extremo oriental para convertirse en el centro de la ciudad europea los obligó a vivir en los bazares medios e inferiores en las terrazas inferiores que descienden por las empinadas laderas de the Ridge. El Bazar Superior fue habilitado para un ayuntamiento, con muchas instalaciones como biblioteca y teatro, así como oficinas para la policía y voluntarios militares, así como la administración municipal.
Durante el "clima cálido", Shimla también fue el cuartel general del comandante en jefe de India, el jefe del Ejército indio y de muchos departamentos del Gobierno. La capital de verano del Gobierno regional del Punyab  se trasladó de Murree, en el actual Pakistán, a Shimla en 1876. A ellos se unieron muchos de los esposas e hijas británicas de los hombres que permanecieron en las llanuras. Juntos formaron la Sociedad Shimla, que, según Charles Allen, "fue lo más cerca que estuvo la India británica de tener una corteza superior". Esto pudo haber sido ayudado por el hecho de que era muy costoso, tenía un clima ideal y, por lo tanto, era deseable, además de tener un alojamiento limitado. Los soldados, comerciantes y funcionarios británicos se mudaban aquí cada año para escapar del calor durante el verano en la llanura indogangética. La presencia de muchos licenciados y hombres solteros, así como las muchas mujeres que pasaban el clima cálido allí, le dio a Shimla una reputación de adulterio, y al menos chismes sobre el adulterio: como Rudyard Kipling dijo en una carta citada por Allen, tenía reputación de "frivolidad, chismes e intrigas".
El túnel del Bazar Inferior de 500 pies (152,4 m) fue construido en 1905 y bautizado como Khachhar Surang. El túnel Elysium (ahora conocido como el túnel de Auckland), de unos 120 pies (36,6 m) de longitud, también se construyó en 1905.
La Convención de Simla, un tratado ambiguo sobre el estatuto del Tíbet negociado por representantes de la  República de China, Tíbet y Gran Bretaña se firmó en Shimla en 1913 y 1914. En la convención, una línea de demarcación entre el Tíbet y el noreste de India fue propuesta por Sir Henry McMahon. La línea llegó a ser conocida como Línea McMahon y actualmente es el límite efectivo entre China e India, aunque su estatus legal es disputado por el gobierno chino. Este fue también el sitio de una serie de conversaciones sostenidas por Archibald Wavell para discutir un plan para la independencia de la India con los líderes políticos indios de la época. Conocida como la Conferencia de Simla, las conversaciones no lograron una resolución.

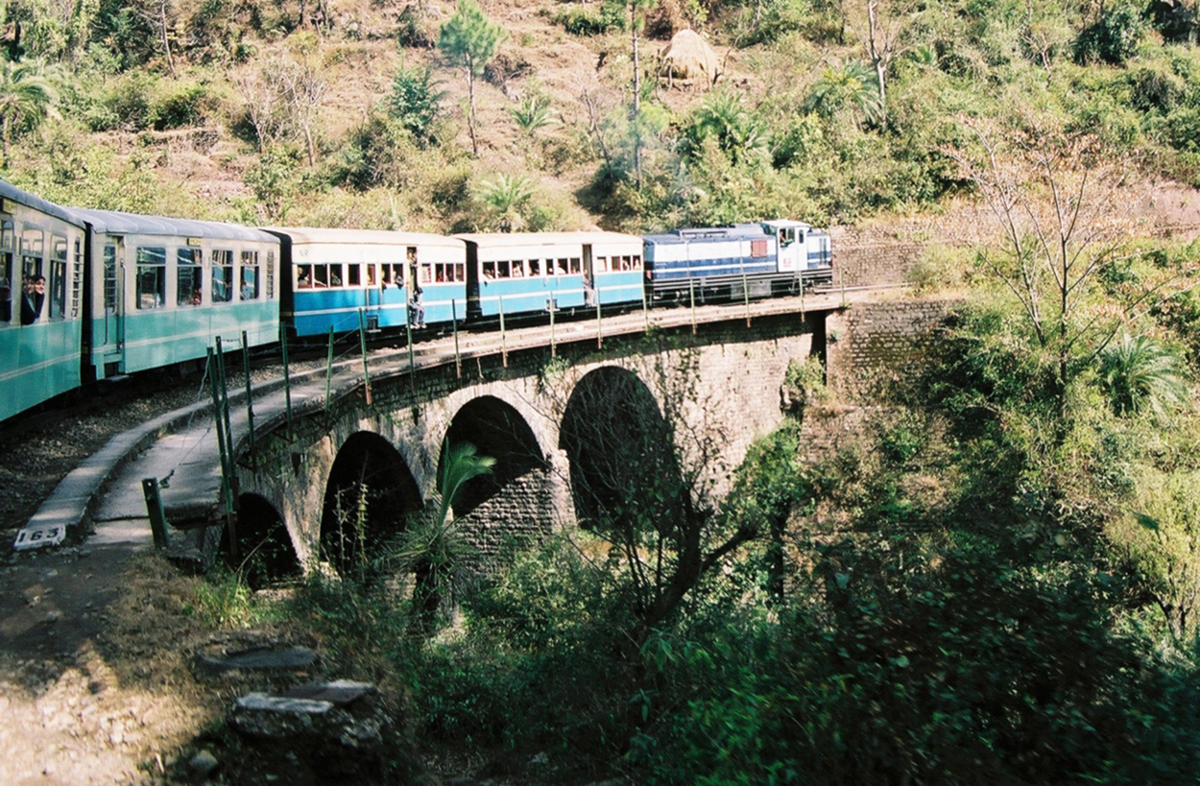
Tren de pasajeros en la ruta del Ferrocarril de Kalka-Shimla.

El Ferrocarril de Kalka-Shimla, inaugurado en 1903, contribuyó a la accesibilidad y popularidad de Shimla. La ruta ferroviaria de Kalka a Shimla, con más de 806 puentes y 103 túneles, fue promocionada como una hazaña de ingeniería y llegó a ser conocida como la "Joya británica de Oriente". En 2008, se convirtió en parte del Patrimonio de la Humanidad de la Unesco. Además, Shimla fue la capital del estado indiviso de Punyab en 1871, y permaneció así hasta la construcción de la nueva ciudad de Chandigarh (la actual capital de los estados indios de Punyab y Haryana). Tras la formación del estado de Himachal Pradesh en 1971, Shimla fue nombrada su capital.

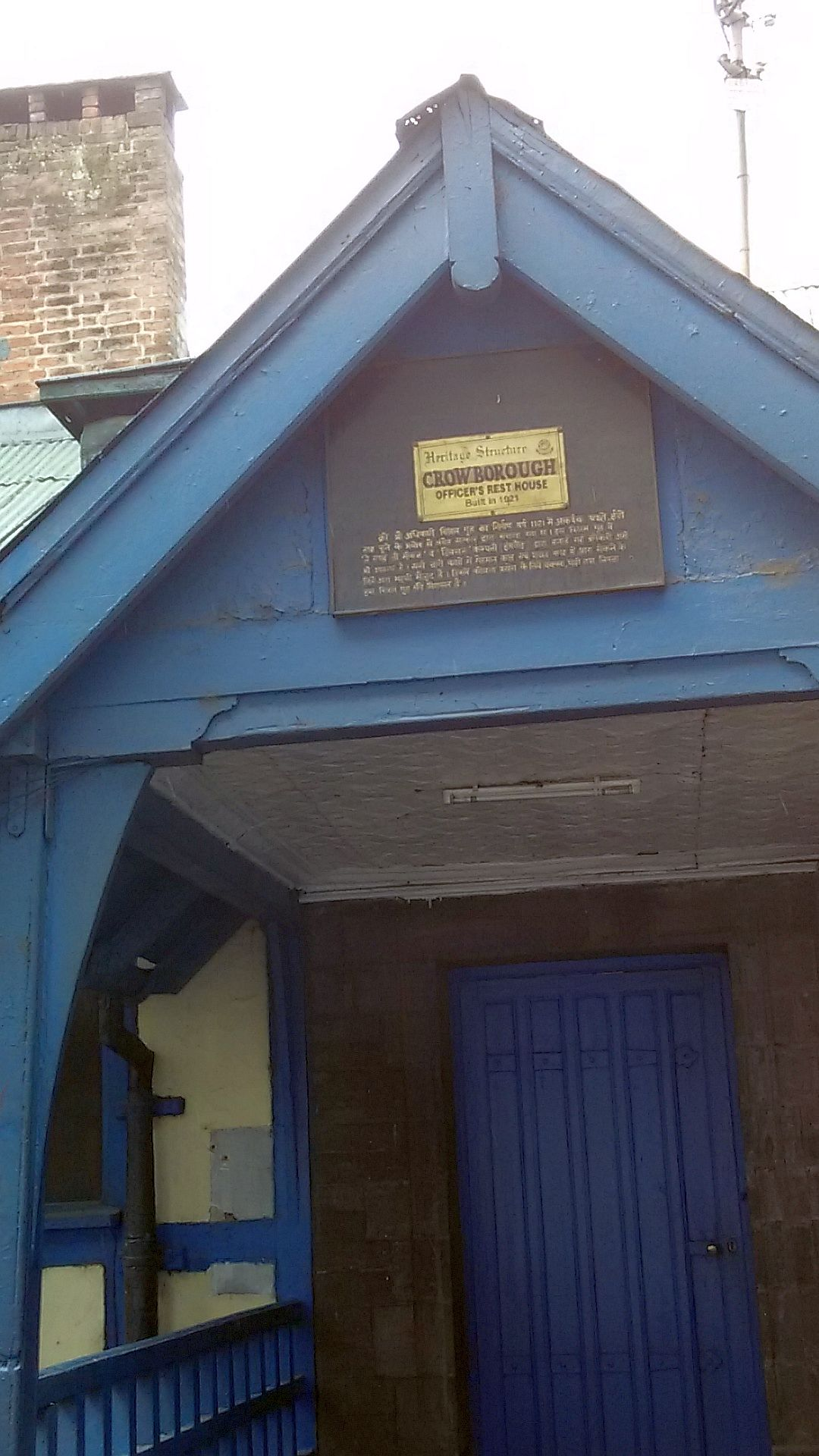
Entrada al Crowborough Rest House, construido en 1921.

Después de la independencia, la Provincia del comisionado jefe de H.P. entró en vigor el 15 de abril de 1948 como resultado de la integración de 28 pequeños estados principescos (incluidos príncipes feudatorios y zaildars) en los promontorios del Himalaya occidental, conocido en su totalidad como los estados de Shimla Hills y cuatro colinas del sur de Punyab Estados por la emisión de la Orden de Himachal Pradesh (Administración), 1948 bajo las Secciones 3 y 4 de la Ley de Jurisdicción Extraprovincial de 1947 (más tarde rebautizada como Ley de Jurisdicción Extranjera, 1947 vide AO de 1950). El Estado de Bilaspur se fusionó en Himachal Pradesh el 1 de abril de 1954 mediante la Ley de Himachal Pradesh y Bilaspur (Nuevo Estado) de 1954. Himachal pasó a formar parte del estado parte C el 26 de enero de 1950 con la aplicación de la Constitución de la India y se nombró al vicegobernador. La Asamblea Legislativa fue elegida en 1952. Himachal Pradesh se convirtió en un Territorio de la Unión el 1 de noviembre de 1956. Siguiente área del estado de Punjab, a saber, los distritos de Shimla, Kangra, Kulu y Lahul y Spiti, Nalagarh tehsil del distrito de Ambala, círculos de Lohara, Amb y Una kanungo, alguna área del círculo de Santokhgarh kanungo y alguna otra área especificada de Una tehsil del distrito de Hoshiarpur además de algunas partes de Dhar Kalan Tehsil del distrito de Pathankot; se fusionaron con Himachal Pradesh el 1 de noviembre de 1966 con la promulgación de la Ley de reorganización de Punyab de 1966 por parte del Parlamento. El 18 de diciembre de 1970, el Parlamento aprobó la Ley del estado de Himachal Pradesh y el nuevo estado entró en vigor el 25 de enero de 1971. Así, Himachal emergió como el decimoctavo estado de la Unión India.
El Acuerdo de Simla fue firmado en Shimla por Zulfiqar Ali Bhutto, el presidente de Pakistán, e Indira Gandhi, la primera ministra de la India. El acuerdo allanó el camino para el reconocimiento diplomático de Bangladés por Pakistán. Técnicamente, el documento se firmó a las 00.40 horas de la noche del 3 de julio; a pesar de ello, los documentos oficiales están fechados el 2 de julio de 1972.
Las estructuras anteriores a la independencia todavía salpican Shimla; edificios como la antigua Logia Virreinal, la Sala de Asambleas, Auckland House, Iglesia de Cisto, el Castillo de Gorton, el Ayuntamiento de Shimla y el Teatro Gaiety son recordatorios del dominio británico en la India. El original  Peterhoff, otra residencia virreinal, se quemó en 1981. El Shimla británico se extendía aproximadamente una milla y media a lo largo de la cresta entre las colinas Jakhoo y Prospect. La columna central era la Mall Road, que corría a lo largo de la cresta, con una extensión del centro comercial hacia el sur, cerrada a todos los carruajes excepto los del virrey y su esposa.

## Geografía
Shimla está en la cordillera del sudoeste del Himalaya en 31°37′N 77°06′E / 31.61, 77.10. Tiene una altitud promedio de 2206 metros (2412,5 yd) por encima del nivel medio del mar y se extiende a lo largo de una cresta con siete estribaciones. La ciudad se extiende casi 9,2 kilómetros (5,7 mi) de este a oeste.

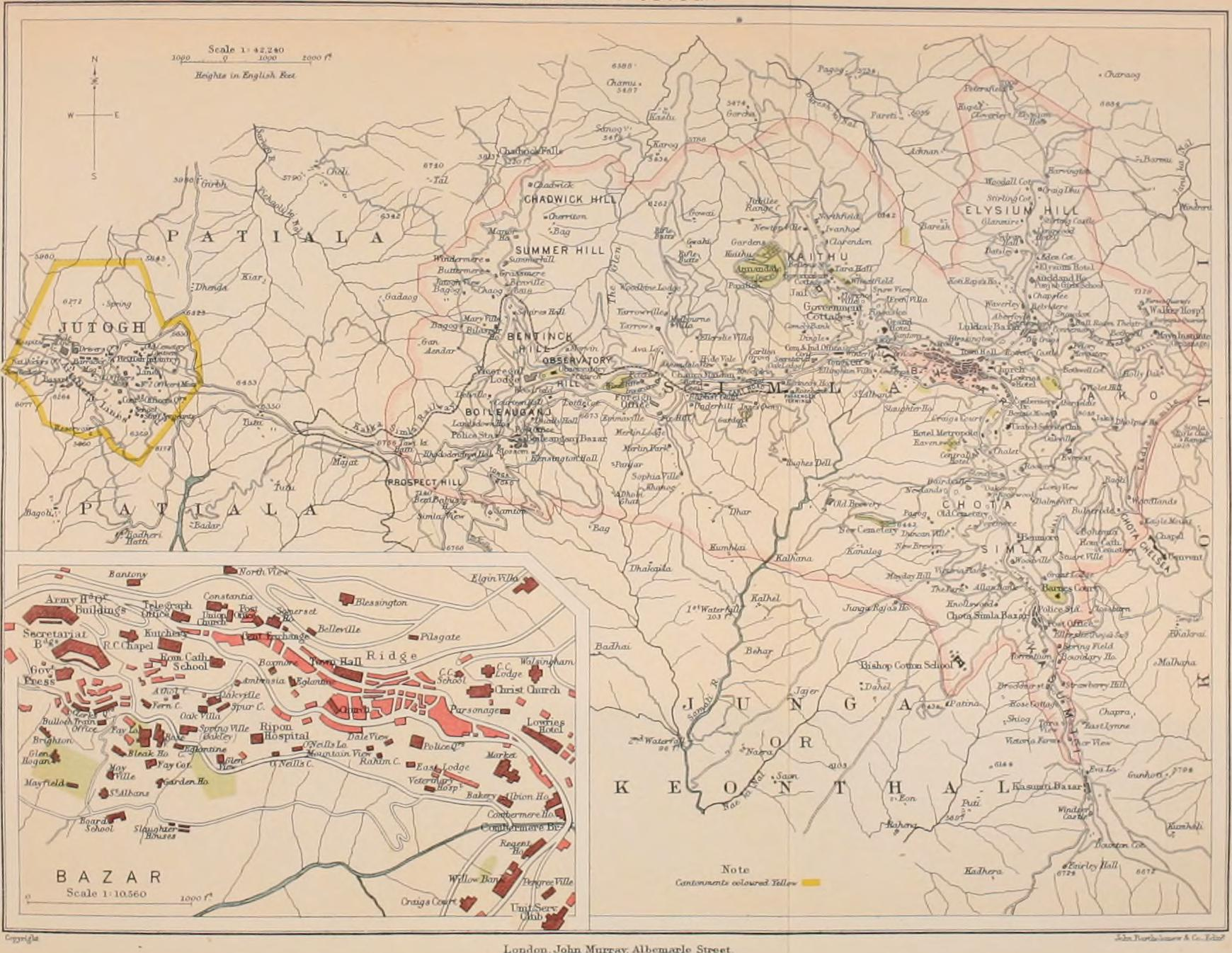
Simla y Jutogh, mapa de 1911.

La ciudad es una Zona IV (Zona de alto riesgo de daños) según la Zonificación de peligro de terremoto de la India. Las débiles técnicas de construcción y una población en aumento representan una seria amenaza para la región ya propensa a los terremotos.
El cinturón verde en el área de planificación de Shimla se extiende sobre 414 hectáreas (1023,0 acre). Los principales bosques en y alrededor de la ciudad son de Pine,  Deodar, Roble y Rododendro. La degradación ambiental debido al creciente número de turistas cada año sin la infraestructura para apoyarlos ha hecho que Shimla pierda su atractivo popular como un lugar de ecoturismo. Otra preocupación creciente en la región es el número frecuente de deslizamientos de tierra que a menudo ocurren después de fuertes lluvias.
La ciudad está situada a 88 km (55 millas) al noreste de Kalka, 116 km (72 millas) al noreste de Chandigarh, 247 km (154 millas) al sur de Manali y 350 km (219 millas) al noreste de Delhi, la capital nacional. Kalka se encuentra a 2,5 horas y Chandigarh, 3 horas y 15 minutos. Delhi y Manali están a unas 7 horas de Shimla.

### Siete colinas de Shimla
Shimla se construyó sobre siete colinas: Inverarm Hill, Observatory, Prospect, Summer, Bantony, Elysium y Jakhu. El punto más alto de Shimla es la colina Jakhu, que tiene una altura de 2.454 metros (8.051 pies). En los últimos tiempos, la ciudad se ha extendido más allá de las siete colinas iniciales.

## Clima

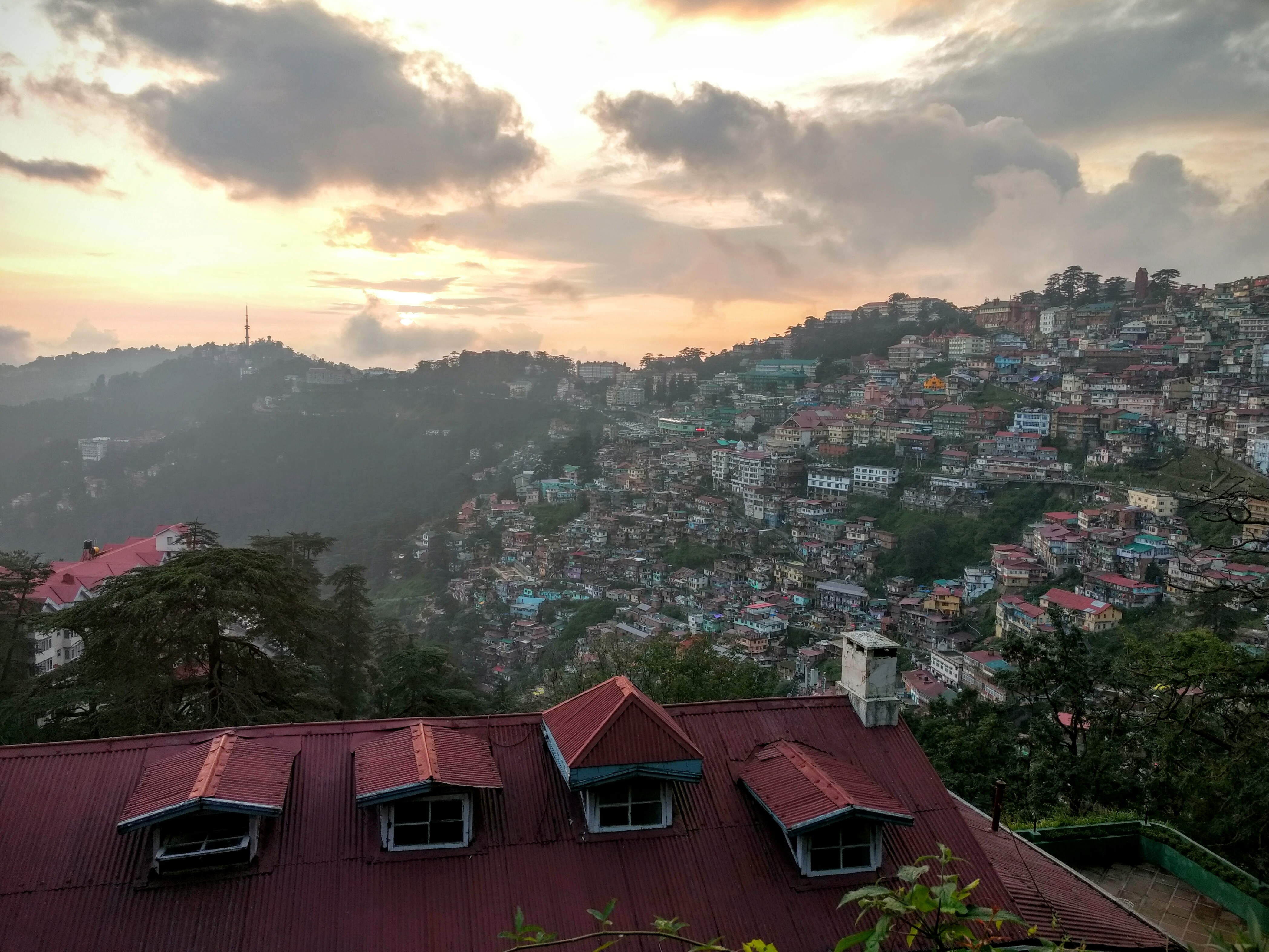
Anochecer en Shimla.

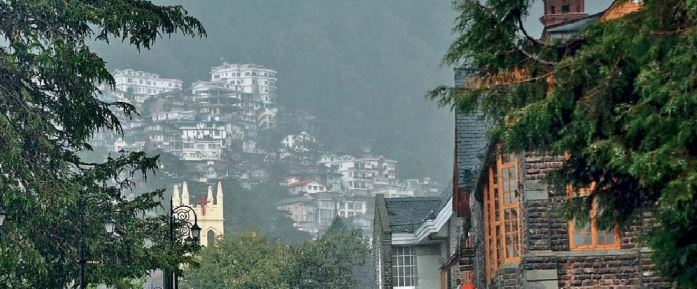
The Ridge durante el monzón.

Shimla presenta un clima templado subhúmedo de montaña (Cwb) bajo la clasificación climática de Köppen. El clima en Shimla es predominantemente fresco durante los inviernos y moderadamente cálido durante el verano. Las temperaturas suelen oscilar entre −4 grados Celsius (24,8 °F) a 31 grados Celsius (87,8 °F) en el transcurso de un año.
La temperatura promedio durante el verano está entre 19 y 28 grados Celsius (66,2 y 82,4 °F), y entre −1 y 10 grados Celsius (30,2 y 50,0 °F) en invierno. La precipitación mensual varía entre 15 milímetros (0,6 plg) en noviembre y 434 milímetros (17,1 plg) en agosto. Por lo general, es alrededor de 45 milímetros (1,8 plg) por mes durante el invierno y la primavera, y alrededor de 175 milímetros (6,9 plg) en junio a medida que se acerca el monzón.
La precipitación anual total promedio es 1575 milímetros (62 plg), que es mucho menor que la mayoría de las otras estaciones de montaña, pero aún mucho más pesada que en las llanuras. Las nevadas en la región, que históricamente han tenido lugar en el mes de diciembre, han estado ocurriendo últimamente (durante los últimos quince años) en enero o principios de febrero de cada año.
La nevada máxima recibida en los últimos tiempos fue 38,6 centímetros (15,2 plg) el 18 de enero de 2013. En dos días consecutivos (17 y 18 de enero de 2013), la ciudad recibió 63,6 centímetros (25,0 plg) de nieve.

## Economía

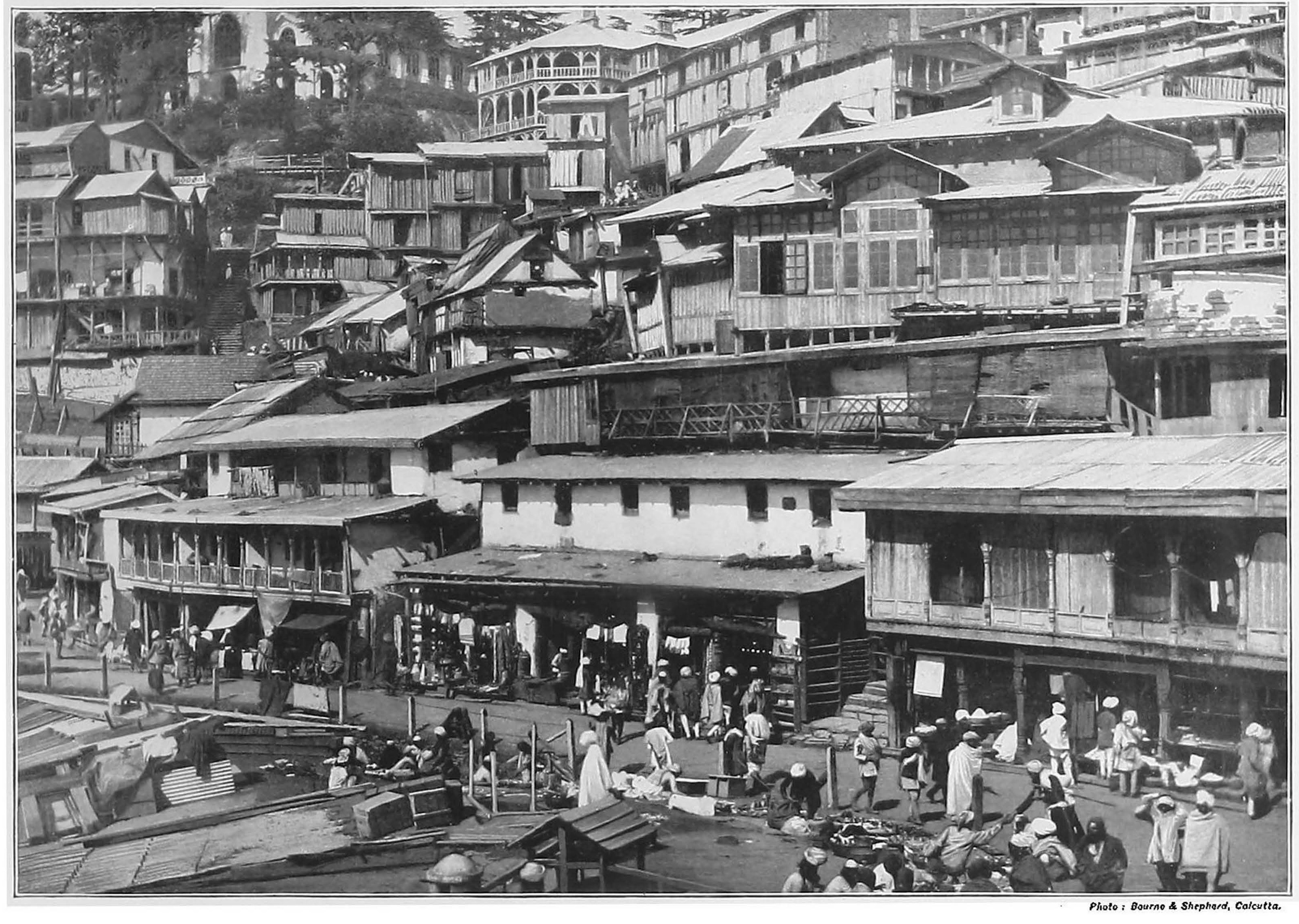
El Bazar Bajo de Shimla en una fotografía tomada entre 1887 y 1889.

El empleo es impulsado en gran medida por el gobierno y los sectores del turismo. El sector de la educación y el procesamiento de productos hortícolas comprenden la mayor parte del resto. Recientemente, se ha creado un Centro de Carreras Modelo en la Bolsa de Empleo Regional, Shimla, para permitir cerrar la brecha entre los solicitantes de empleo y los empleadores.

## Demografía
Según el censo de 2011 la población de Shimla era de 169578 habitantes, de los cuales 93152 eran hombres y 76426 eran mujeres. Shimla tiene una tasa media de alfabetización del 93,63%, superior a la media estatal del 82,80%: la alfabetización masculina es del 94,79%, y la alfabetización femenina del 92,19%.
La tasa de desempleo en la ciudad ha bajado del 36% en 1992 al 22,6% en 2006. Esta caída se atribuye a la industrialización reciente, el crecimiento de las industrias de servicios y el desarrollo del conocimiento.

### Religión

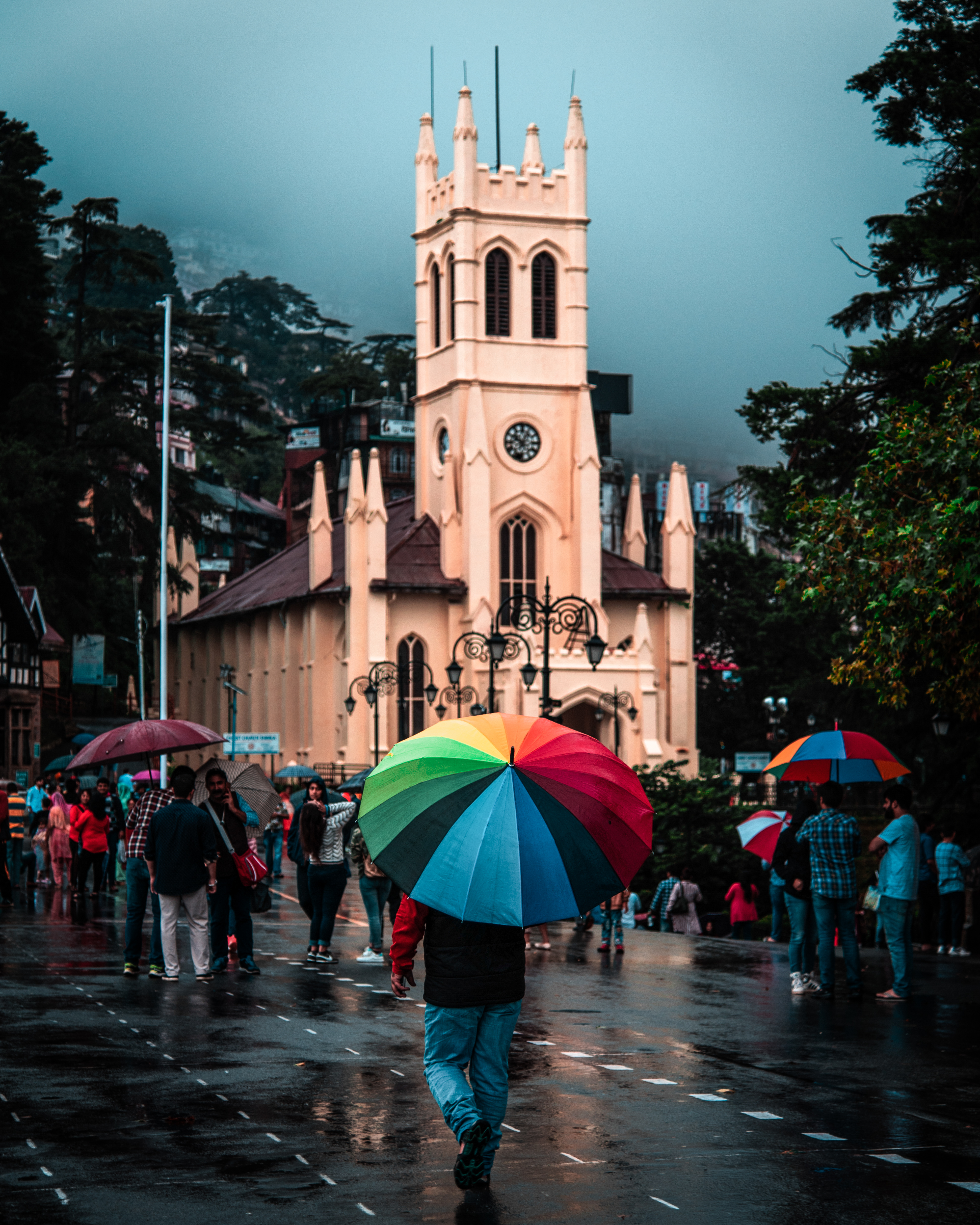
Iglesia de Cristo en Shimla en un día lluvioso.

Según el censo de 2011, la religión mayoritaria de la ciudad es el hinduismo practicado por el 93,5% de la población, seguido del islam (2,29%), sijismo (1,95%), budismo (1,33%), cristianismo (0,62%) y jainismo (0,10%).

## Transporte

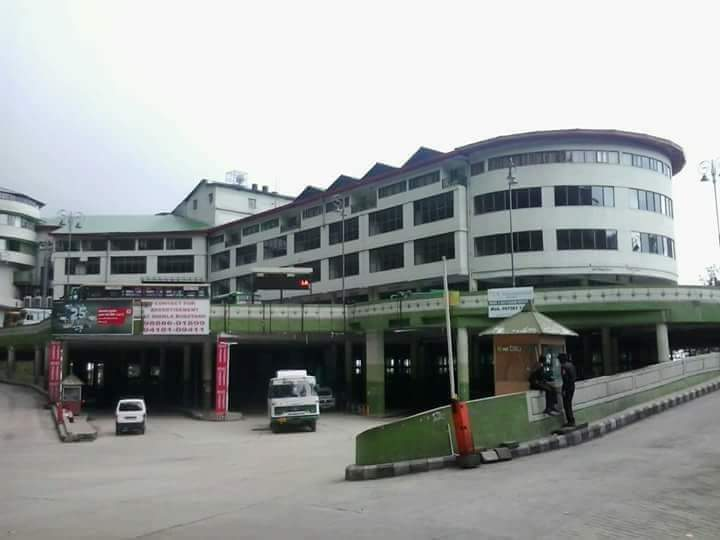
Terminal de autobuses interestatales en Tutikandi, Shimla.

El transporte local en Shimla es en autobús o vehículos privados. Los autobuses circulan con frecuencia por la carretera circular que rodea el centro de la ciudad. Como cualquier otra ciudad en crecimiento, Shimla también se está expandiendo con nuevos hábitats en los alrededores. Los servicios de transporte en estas áreas también se están expandiendo rápidamente. Los taxis turísticos también son una opción para viajes fuera de la ciudad. Los lugareños suelen atravesar la ciudad a pie. Los vehículos privados están prohibidos en el Mall, Ridge y los mercados cercanos. Debido a las carreteras estrechas y las pendientes empinadas, los rickshaws de automóviles que son comunes en otras ciudades de la India están en gran parte ausentes.

## Ciudades hermanadas
Shimla tiene hermanamientos con:
- Carbondale, Illinois, Estados Unidos[36][37]